# La Magdelaine-sur-Tarn
La Magdelaine-sur-Tarn är en kommun i departementet Haute-Garonne i regionen Occitanien i södra Frankrike. Kommunen ligger i kantonen Villemur-sur-Tarn som tillhör arrondissementet Toulouse. År 2022 hade La Magdelaine-sur-Tarn 1 226 invånare.

## Befolkningsutveckling
Antalet invånare i kommunen La Magdelaine-sur-Tarn
Referens:INSEE

## Monument

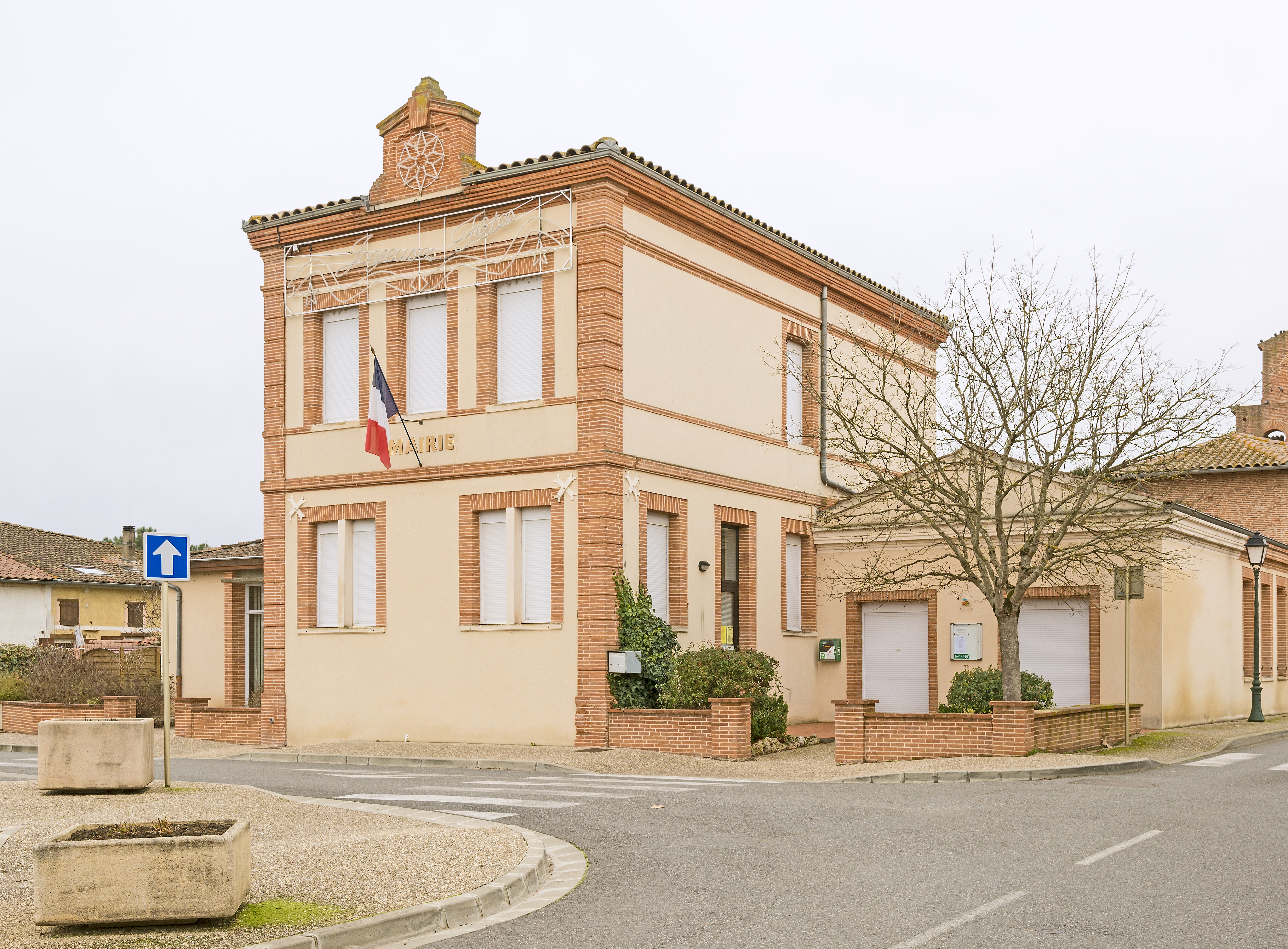
Rådhuset.
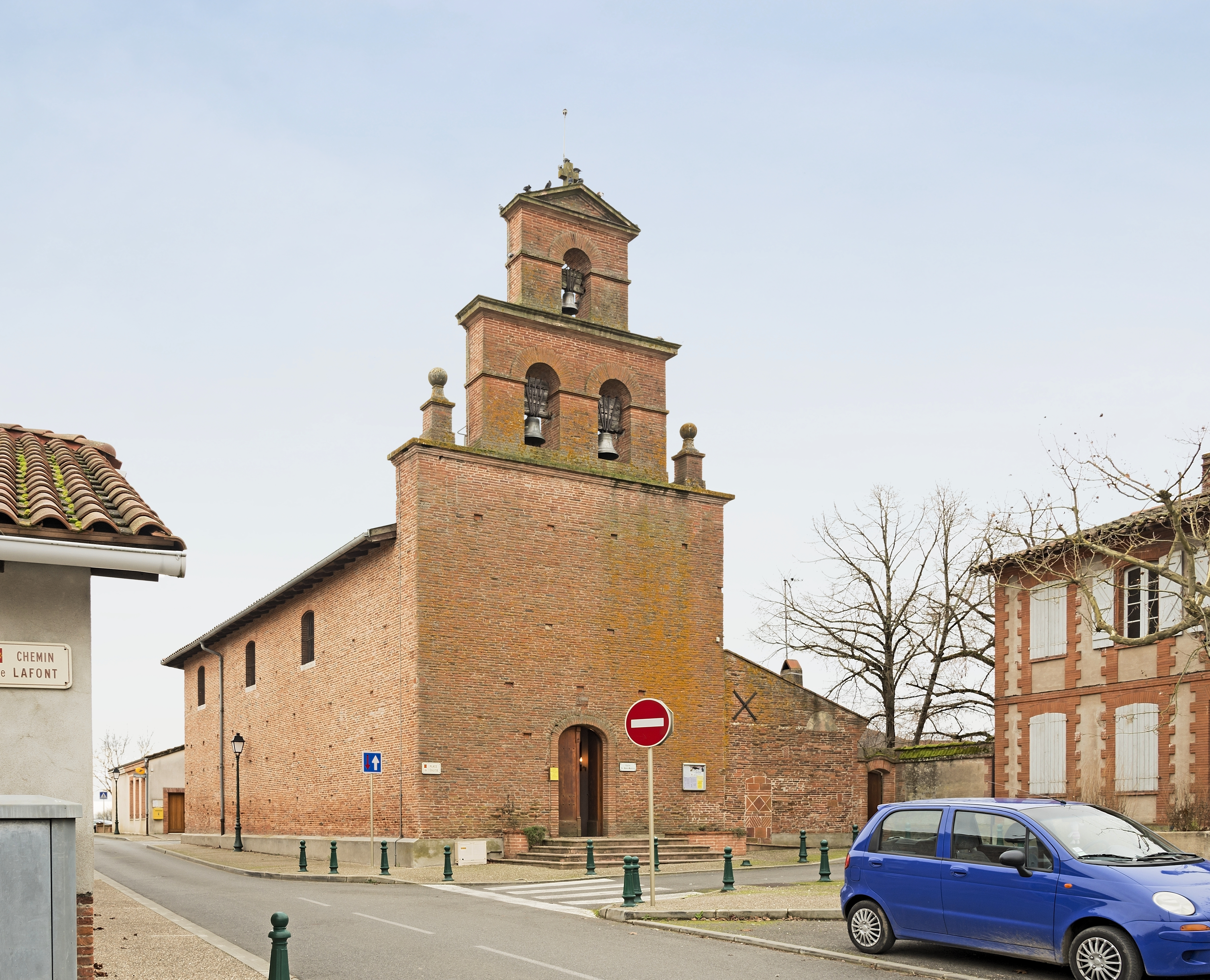
Kyrkan.
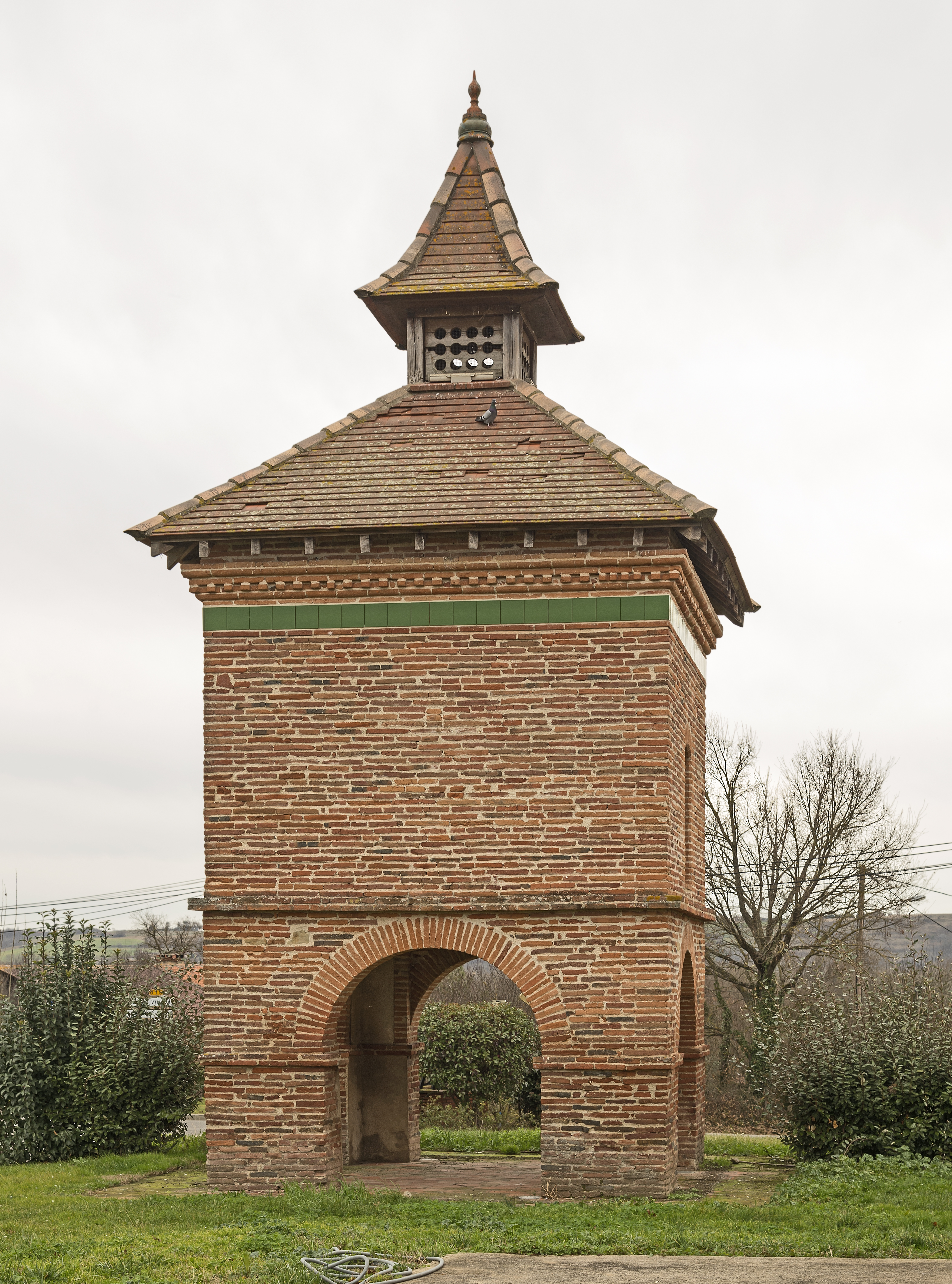
Duvslaget.